# Fondo dell'utero
Nell'anatomia femminile il fondo dell'utero è la porzione terminale dell'utero.

## Anatomia
Rappresenta la porzione di utero che si trova ventralmente al piano passante attraverso l'inserzione delle tube di Falloppio nel corpo dell'utero.

## Funzioni
Fondamentale durante la gravidanza, si misura la sua grandezza in continuazione (a partire dalla 14ª settimana circa), in quei casi si parla di altezza del fondo uterino.